# Arlington Arts Center

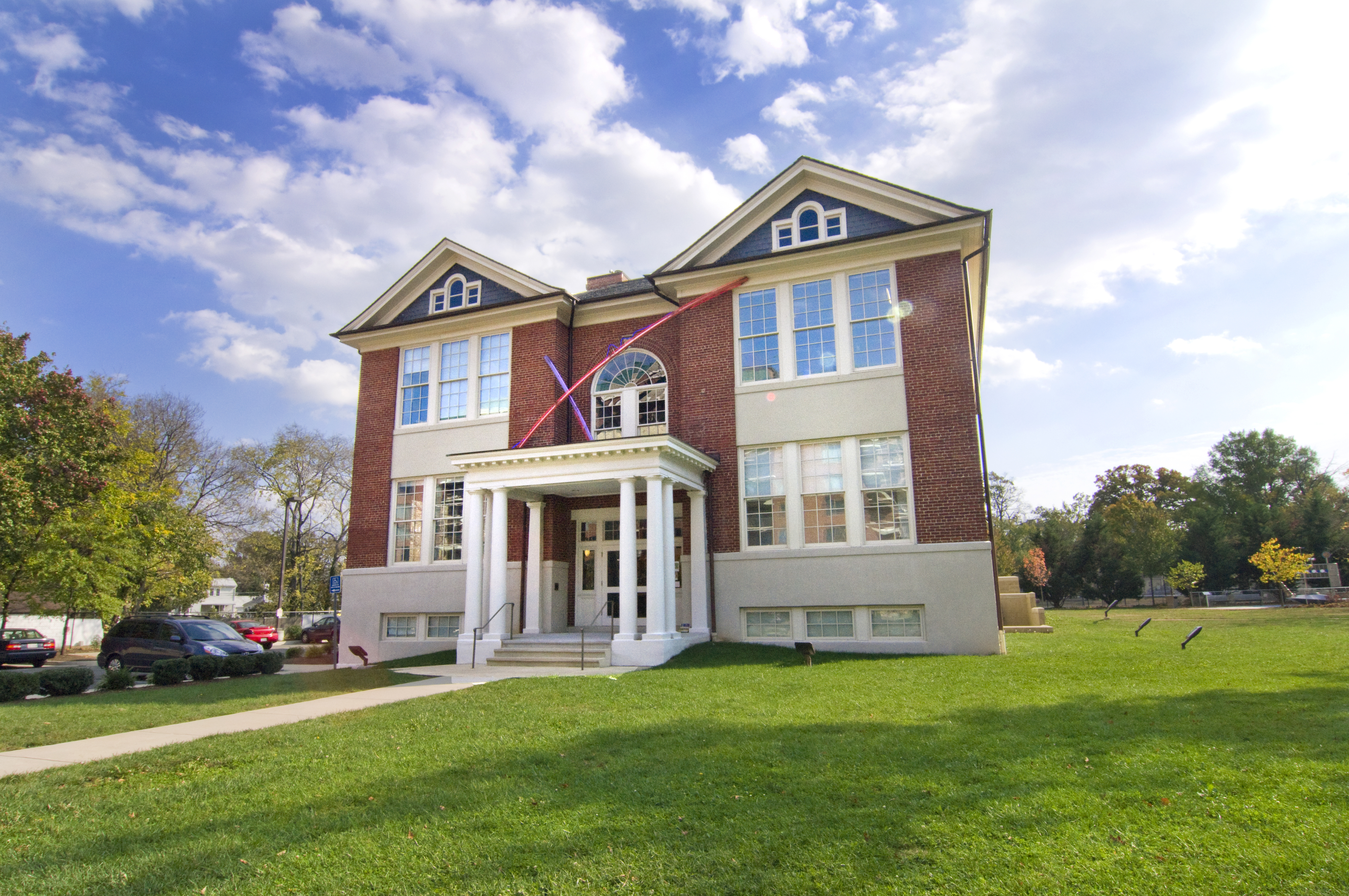
Arlington Arts Center

 (juin 2023).
Si vous disposez d'ouvrages ou d'articles de référence ou si vous connaissez des sites web de qualité traitant du thème abordé ici, merci de compléter l'article en donnant les références utiles à sa vérifiabilité et en les liant à la section « Notes et références ».
L'Arlington Arts Center (AAC) est un centre d'arts visuels contemporains basé à Arlington en Virginie. Créé en 1974, ce centre est hébergé depuis 1976 à l'école primaire Maury School.
L'AAC expose des travaux d'artistes locaux venus des États Mid-Atlantic. Le centre organise des expositions, des programmes éducatifs, et met à disposition des studios subventionnés. Son objectif est de sensibiliser et impliquer dans les arts visuels la population du comté d'Arlington et de sa région. Sur plus de 1500 mètres carrés, les installations incluent 9 galeries d'exposition, des studios pour 13 artistes et deux salles de classe, et constituent l'un des lieux les plus vastes consacrés à l'art contemporain dans la zone métropolitaine de Washington.
L'AAC possède 3 différents programmes pour promouvoir l'art sur la Côte Est des États-Unis.
En septembre 2022, l'Arlington Arts Center devient le Museum of Contemporary Art Arlington (Musée d'art contemporain d'Arlington).

## Expositions
L'AAC organise chaque année 12 expositions en moyenne. Dans un premier temps, les propositions d'exposition sont annoncées par le centre, puis  examinées par le comité des expositions comprenant des artistes, critiques, conservateurs et collectionneurs à la notoriété bien établie. Une fois la sélection faite, un agenda des expositions est organisé. Il rassemble alors un échantillon remarquable d'artistes d'avant-garde exerçant à travers une large palette de médias. L'ACC programme également des spectacles à thème, deux fois par an en règle générale. Ces spectacles avant-gardistes attirent souvent l'attention des journaux d'arts locaux et autres blogueurs. Le Washington Post, Pink Line Project et DCist couvrent régulièrement ces évènements. Les spectacles à thème sont accompagnés d'un programme (parfois très théorique) qui aide à mieux comprendre l'exposition et transmet à l'audience la perspective de l'artiste.

## Éducation
L'AAC dispense des cours pour adultes, adolescents et enfants afin d'aider les débutants comme les professionnels à améliorer leurs compétences en matière d'art. Les professeurs sont des artistes professionnels. Nombre d'entre eux ont suivi une longue formation universitaire dans leur domaine. Les cours sont proposés dans quatre domaines : la peinture, la sculpture, la photographie et le dessin. Le centre offre également des cours pour les enfants scolarisés à domicile, ainsi que des cours bilingues pour les étudiants souhaitant apprendre et pratiquer une langue étrangère.

## Les Studios
L'AAC loue des studios subventionnés pouvant accueillir 13 artistes qui ont ainsi l'occasion de travailler dans un environnement favorable à l'expression artistique. La sélection se fonde sur le mérite artistique, le potentiel à collaborer pour sensibiliser la communauté et la diversité du travail de l'artiste. Qu'ils résident dans ou à l'extérieur des États-Unis, les artistes peuvent postuler pour une période de résidence allant d'une à six semaines.